# ルートヴィヒ4世 (テューリンゲン方伯)
ルートヴィヒ4世（Ludwig IV., 1200年10月28日 - 1227年9月11日）は、テューリンゲン方伯（在位：1217年 - 1227年）及びザクセン宮中伯（在位：同）。父はテューリンゲン方伯ヘルマン1世、母はバイエルン公オットー1世の娘ゾフィア。ハインリヒ・ラスペ、コンラートの兄。聖人伯（der Heilige）の渾名で呼ばれる。
彼の治世の間ルードヴィング家の全盛期は続き、その早世と共に凋落が始まった。

## 生涯
1200年にヘルマン1世の4人の息子のうち次男として、クロイツブルクのヴェラ川沿いにある同名の地区で生まれた。1216年に兄のヘルマンが亡くなり、方伯位の継承者となった。翌1217年に父が亡くなり、方伯位を継いだ。この後すぐに神聖ローマ皇帝フリードリヒ2世を介してマインツ大司教との間で深刻な衝突が生じた。
1221年にハンガリー王エンドレ2世の娘エルジェーベト（エリーザベト）と結婚した。エリーザベトは、ルートヴィヒ4世の兄ヘルマンの許嫁として1211年にヴァルトブルクに連れてこられ、幼少期のほとんどをテューリンゲン方伯の宮廷内で過ごした。後に彼女は列聖され、聖女エリーザベト・フォン・テューリンゲンとして歴史に名を遺す。これによりルートヴィヒ4世に対しても聖人伯の添え名が与えられ、同時に敬虔な人物像が創り上げられていった。但し、エリーザベトとは異なり、ルートヴィヒ4世は列聖されているわけではない。
同年、義兄に当たるマイセン辺境伯ディートリヒが亡くなり、ルートヴィヒ4世は甥のハインリヒ3世（貴顕伯）の後見を引き受けた。この時、領土の拡張は可能であると申し出たようだ。軍事力の助力を得たルートヴィヒ4世は下ラウジッツにまで進出したのだが、姉でハインリヒ3世の母ユタと衝突してしまった。1226年にフリードリヒ2世からマイセン辺境伯位の継承権を獲得するが、見返りに十字軍への参加を確約させられた。
1227年6月24日、ルートヴィヒ4世はクロイツブルク軍と共に第6回十字軍に参加、エルサレムへ向けて出発したが、途中にイタリアのオトラントで逝去した。遺体はルードヴィング家の修道院であるラインハルツブルン修道院に埋葬された。テューリンゲン方伯位の後継者は公式には5歳の息子ヘルマン2世だが、実際には弟のハインリヒ・ラスペが実権を掌握した。

## 子女
エリーザベトとの間に3人の子を儲けた。
- ヘルマン2世（1222年 - 1241年）
- ゾフィー（1224年 - 1275年） - ブラバント公アンリ2世と結婚
- ゲルトルート（1227年 - 1297年） - アルテンベルク修道院（ヘッセン）の女子修道院長